# Дальний (Пролетарский район)
Да́льний — хутор в Пролетарском районе Ростовской области.
Административный центр Дальненского сельского поселения.

## История
Летом 1904 года первые 25 семей казаков прибыли на новое место жительства в хутор Дальний, который так был названаотому, что он был самым дальним в юрту станицы Кочетовской Первого Донского Округа. Весной 1905 года казаками было распахано свыше 600 десятин земли, не считая земли под огороды и сады. Согласно статистике за 1906 и 1912 годы, увеличилось количество казачьих дворов: с 47 дворов до 78 дворов. В 1914 году на хуторе было паровых молотилок — 11, мельница-ветряк — 1, маслобойня — 1, шорная мастерская — 1 (шили сёдла), 5 магазинов; два раза в месяц в Дальнем проводилась ярмарка крупного рогатого скота и овец.
В 1909 году хуторские казаки обратились в Донскую епархию с просьбой о постройке в их хуторе Рождество-Богородицкой церкви, для чего собрали 9000 рублей, при смете на постройку церкви в 12223 рублей. Одновременно в хуторе строилась церковно-приходская школа с трехклассным образованием, открытая в 1912 году. Для неё Донская Епархия передала на хутор Дальний библиотеку «для народного чтения и воспитания юношества».

## Население
| 2010 |
| ---- |
| 945  |

## Улицы
| - ул. Восточная, - ул. Ленина, - ул. Набережная, - ул. Первомайская, | - ул. Приозерная, - ул. Целинная, - ул. Чапаева, - ул. Школьная, | - пер. Короткий, - пер. Крайний, - пер. Набережный. |